# سوزان ميسينغ
سوزان ميسينغ (بالإنجليزية: Susan Messing)‏ هي ممثلة أمريكية، ولدت في 26 ديسمبر 1963 في بيرث أمبوي في الولايات المتحدة.

## وصلات خارجية
- سوزان ميسينغ على موقع IMDb (الإنجليزية)
- سوزان ميسينغ على موقع قاعدة بيانات الفيلم (الإنجليزية)